# Hinterbach (Kempten)
Hinterbach ist ein Dorf und Ortsteil der kreisfreien Stadt Kempten (Allgäu). Der Ort liegt am Kollerbach.
1394 als stiftkemptische Halbhube ze Endrenbach genannt, folgten Erwähnung als ennend des Bachs. Im Jahr 1451 wurde die Ortschaft als stiftkemptisches Lehen zr Yenderbach bezeichnet, was sich 1527 wiederholte. Weitere Schreibweisen waren Enderbach (1451) und Indrenbach (1499/1503).
Der Ort wurde 1818 der Ruralgemeinde Sankt Lorenz angeschlossen und unterlag der Pfarrei Heiligkreuz. Zum 1. Juli 1972 wurde Sankt Lorenz in die Stadt Kempten eingemeindet.